# Криницькі
Криницькі (пол. Krynicki, рос. Понырки) — український старшинський, пізніше дворянський рід.

## Походження
Нащадки Андрія Криницького, гарматного хорунжого (1687).

## Опис герба
В блакитному полі обернений топор.
Щит увінчаний дворянським шоломом і короною. Намет на щиті блакитний підкладений сріблом. Подібний же топор.